# Musée Jacquemart-André

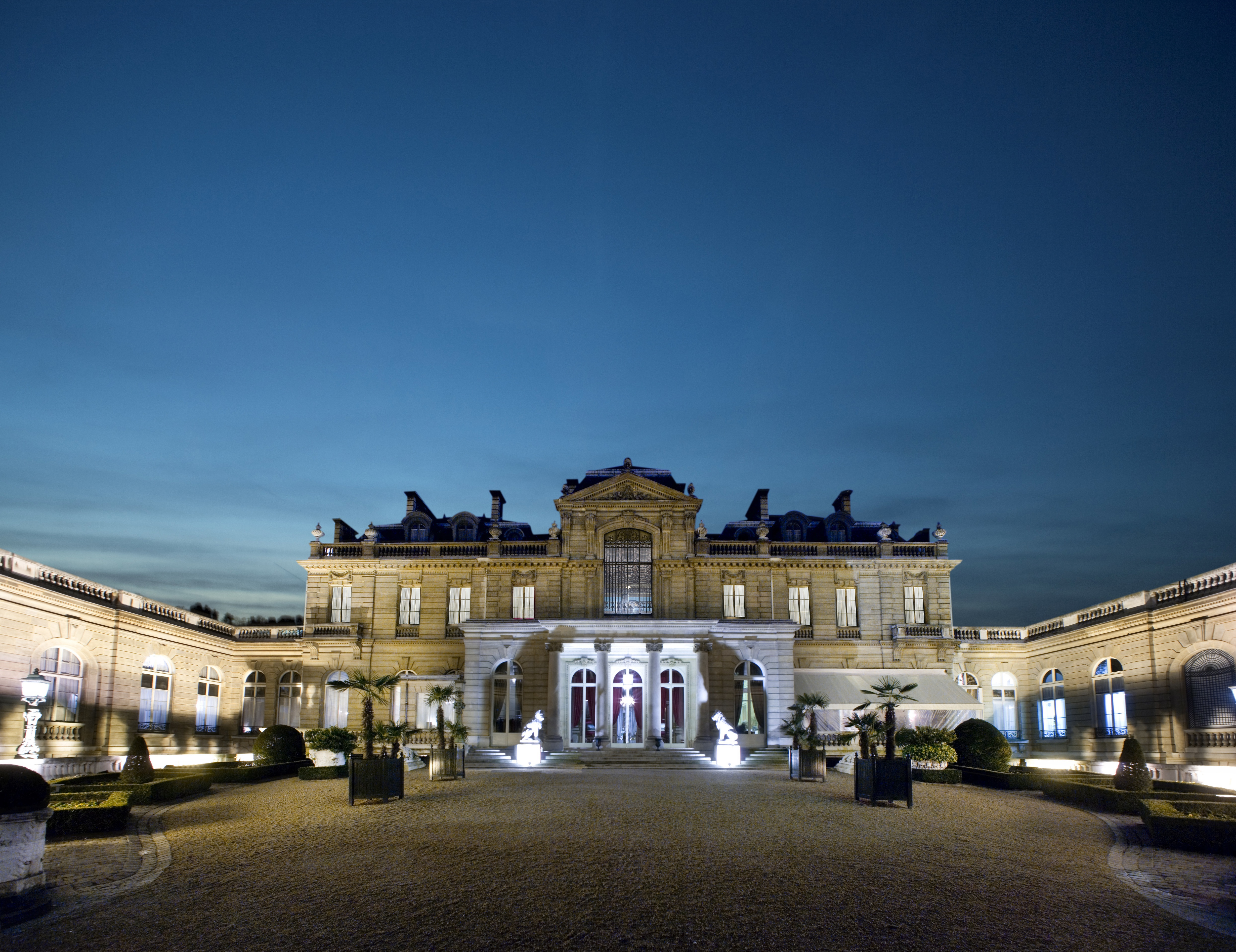
Museum Jacquemart-André

Das Musée Jacquemart-André ist ein Kunstmuseum im Pariser 8. Arrondissement, 158 Boulevard Haussmann. Es befindet sich in einem Hôtel particulier (Stadtpalais) aus der Zeit des Zweiten Kaiserreichs und zeigt die Kunstsammlung, die das Ehepaar Édouard André und Nélie Jacquemart zwischen den 1860er Jahren und 1912 zusammentrug. Das Museum verfügt über eine bedeutende Sammlung, die von altitalienischen Meisterwerken bis zu französischen Arbeiten des 19. Jahrhunderts reicht. In ihrem Testament vermachte Nélie Jacquemarts 1912 das Stadtpalais, die Sammlung sowie ihren Sommersitz, die Abtei von Chaalis, dem Institut de France, das die beiden Häuser als „Stiftung Jacquemart-André“ bis heute der Öffentlichkeit zugänglich macht.

## Die Sammlung

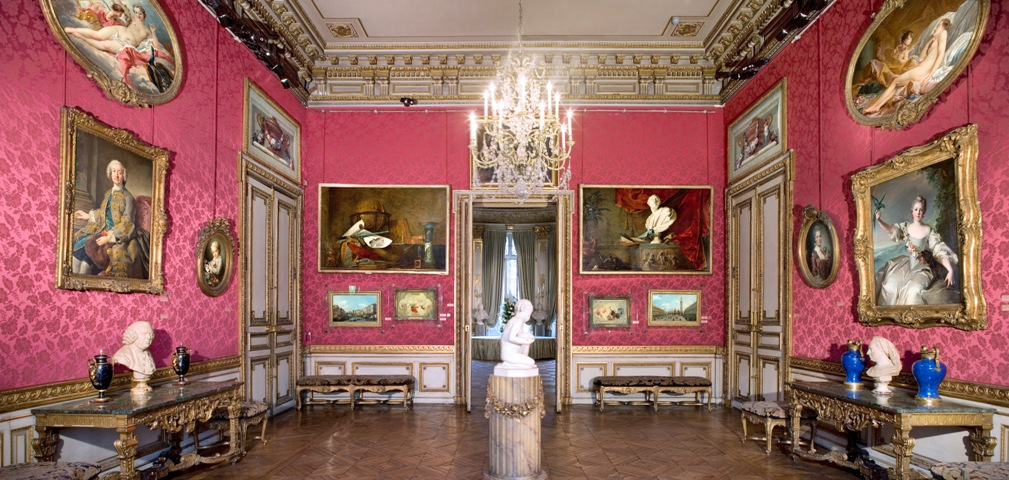
Gemäldesaal

Im Museum befinden sich Exponate aus der Zeit der italienischen Renaissance, Meisterwerke der Französischen Schule des 18. Jahrhunderts und der flämischen Meister. Benannt ist das Museum nach dem Ehepaar Nélie und Edouard Jacquemart-André.

### Künstler
Unter anderem sind im Museum Werke von Élisabeth-Louise Vigée Le Brun, Canaletto, Jean-Marc Nattier, Alfred Boucher, Rembrandt van Rijn, Anthony van Dyck, Frans Hals, Giovanni Battista Tiepolo, Jacques-Louis David, Thomas Lawrence, Joshua Reynolds, Thomas Gainsborough, Gian Lorenzo Bernini, Sandro Botticelli, Andrea Mantegna, der Familie Della Robbia, Jean-Honoré Fragonard und Jean-Baptiste-Siméon Chardin zu sehen. Nach einem hier aufbewahrten Werk wurde der Meister der André-Madonna benannt.

## Geschichte
Das Stadthaus wurde von 1869 bis 1875 nach Plänen des Architekten Henri Parent erbaut. Édouard André entstammte einer Familie protestantischer Bankiers und mit seinem ererbten Vermögen gehörte er zu den wohlhabendsten Personen im zweiten Kaiserreich. Édouard André besaß bereits vor seiner Ehe mit Nélie Jacquemart, mit der er seit dem 29. Juni 1881 verheiratet war, eine Sammlung mit Arbeiten der italienischen Renaissance. Während der Ehe kamen weitere Werke hinzu. Das Ehepaar unternahm mehrere Reisen nach Italien und kaufte dort zahlreiche Gemälde und Skulpturen. Nachdem Édouard André im Jahre 1894 starb, fügte Nélie Jacquemart der Sammlung weitere Kunstwerke hinzu. Sie bereiste den Orient und erwarb 1902 die Abbaye royale de Chaalis, wo sie einige Jahre ihrer Jugend verbracht hatte. Nélie starb im Jahre 1912 und hinterließ im Einvernehmen mit ihrem Gatten die Abbaye und das Stadthaus dem Institut de France. Am 8. Dezember 1913 wurde das Stadthaus als Museum Jacquemart-André eröffnet. Seit 1995 ist das Unternehmen Culturespaces für den Empfang der Besucher, für die Instandhaltung und Organisation der Ausstellungen verantwortlich.

### Kuratoren
- 1912: Émile Bertaux
- 1917: Pierre Clamorgan (Interim)
- 1919: Pierre de Nolhac (Académie française)
- 1937: Lucien Simon (Académie des Beaux-Arts)
- 1943: Robert Pougheon (Académie des Beaux-Arts), Maler des „fantastischen Klassizismus“
- 1955: Jean-Gabriel Domergue (Académie des Beaux-Arts)
- 1962: Arnaud Doria (Académie des Beaux-Arts), (Interim)
- 1963: Julien Cain
- 1974: René Huyghe (Académie française)
- 1993: Nicolas Sainte Fare Garnot[2]
- seit 2016: Pierre Curie[3]

## Sonderausstellungen
Neben der ständigen Sammlung zeigt das Musée Jacquemart-André in seinen Räumen Wechselausstellungen zu Themen der bildenden Kunst. Beispielsweise stellte das Museum 2009 unter dem Motto Exposition De Sienne à Florence... Les Primitifs Italiens Werke der frühen italienischen Malerei aus dem Lindenau-Museum in Altenburg aus. Mit der Ausstellung Bruegel - Memling - Van Eyck würdigte das Museum 2009/2010 den Kunstsammler Samuel von Brukenthal, dessen Kunstsammlung sonst im rumänischen Sibiu zu sehen ist.